# Engel-Antennenwels
Der Engel-Antennenwels (Pimelodus pictus; von lateinisch pictus „gemalt“, „bemalt“), auch Gemalter Antennenwels genannt, ist ein im westlichen und nördlichen, peruanischen, kolumbianischen und venezolanischen Teil des Amazonasbeckens, u. a. im Río Marañón und Río Ucayali heimischer Süßwasserfisch.

## Merkmale
Engel-Antennenwelse erreichen eine Körperlänge von maximal 25 cm und besitzen eine auffallende, silbrigweiße, stark glänzende Färbung. Auf den Körperseiten, auf Rücken-, After- und der dreieckigen Fettflosse zeigen sich zahlreiche dunkelbraune bis schwarze, große, runde Flecken. Auf der Schwanzflosse können die Flecken zu Bändern verschmelzen. Die Flossen sind eher bläulich-weiß, der Hinterrand der Rückenflosse schwarz. An der Schnauze finden sich drei silbrigweiße, lange Bartelpaare. Die Seitenlinie ist als weißer Strich erkennbar. Geschlechtsunterschiede sind nicht bekannt.
- Flossenformel: Dorsale I/6, Anale 0/10, Pectorale I/9, Ventrale 0/6.

## Lebensweise
Engel-Antennenwelse sind lebhafte, hauptsächlich dämmerungs- und nachtaktive Schwarmfische, die sich omnivor ernähren.

## Aquaristik
Engel-Antennenwelse werden wegen ihrer attraktiven Färbung und ihrer Lebhaftigkeit zur aquaristischen Haltung gefangen und nach Europa importiert. Für gewöhnliche Heimaquarien werden sie jedoch zu groß. Alle im Zoofachhandel verkauften Fische sind Wildfänge. Eine Nachzucht in Gefangenschaft ist bisher noch nicht gelungen.